# Jesus, o nazareno

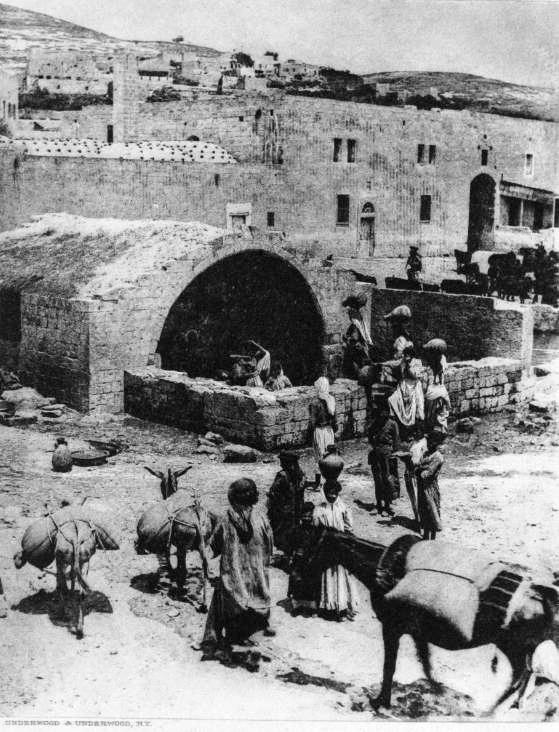
Supostamente a fonte de Nazaré, na Galileia, onde Maria (mãe de Jesius) tirou água para sua família

Quando alguém se refere a Jesus como "Jesus, o nazareno", o entendimento mais comum é que essa referência indica o local onde ele foi criado depois que sua família retornou do Egito, ou seja, a cidade de Nazaré, na Galileia, no norte do que hoje é o Estado de Israel.
Entretanto, a palavra "nazareno" pode ter outros significados, isso porque, de acordo com alguns estudiosos:
- quando o Evangelho segundo Mateus (2:23), utiliza a expressão "nazareno", se refere à profecia "Ele será chamado nazoreano", que, seria derivada do Versículo 1 do Capítulo 11 do Livro de Isaías: "Do tronco de Jessé sairá um ramo, um broto nascerá de suas raízes.", pois "Nazareno", corresponderia a esse ramo, que seria um título messiânico[2] [3] .[4];

Também existem outros profetas que se referem ao messias anunciado como um ramo, tais como:
1. Jeremias, em (23,5): "[...]farei brotar para Davi um broto justo. Ele reinará como verdadeiro rei e será sábio, pondo em prática o direito e a justiça no país."; e em (33,15): "[...], farei brotar para Davi um broto justo, que exercerá o direito e a justiça no país."
2. Zacarias, em (3, 8): "[...] estou fazendo vir o meu servo Germe."; e em (6,12): "[...] Aqui está um homem; o seu nome é Germe, e onde ele está vai germinar. Ele construirá o Templo de Javé.";

- a expressão é a mesma que foi atribuída à Sansão, no Versículo 5 do Capítulo 13 do Livro de Juízes: "O cabelo do teu filho nunca deverá ser cortado, pois será um nazireu de Deus", e deve ser entendida com o mesmo significado[5].

No Versículo 5 do Capítulo 24 do livro que descreve os Atos dos Apóstolos, se refere a Paulo de Tarso como "um dos líderes da seita dos nazareus", sendo, uma expressão para se referir a um seguidor de Jesus e não a um habitante de uma cidade.
O Evangelho de Filipe (apócrifo), afirma que a palavra "Nazareno" significa "a verdade". 
"Notzrim" é a palavra hebraica moderna para cristãos (No · tsri, נוֹצְרִי)   e uma das palavras comumente usadas para significar "cristão" em siríaco (Nasrani)  e árabe (Naṣrānī, نصراني).